# Encephalartos munchii
Encephalartos munchii es una especie de Cycadopsida del género Encephalartos, de la familia Zamiaceae, del orden Cycadales.

## Distribución
Encephalartos munchii se distribuye por Mozambique (Manica).

## Taxonomía
Fue descrita científicamente por R.A.Dyer & I.Verd. Fue publicado por primera vez en R.A.Dyer & I.Verd. In: Kirkia 7: 147-158. (1969).